# Charles-Louis de Mont d'Or
Charles-Louis de Mont d'Or est un homme politique français né le 11 novembre 1742 à Rillieux (Ain) et décédé le 13 février 1810 à Vaugneray (Rhône).
Officier des armées du roi et chevalier de Saint-Louis, il est député de la noblesse aux États généraux de 1789 pour la ville de Lyon. Il quitte l'assemblée le 30 juin 1789 et ne revient plus siéger.

## Sources
- « Charles-Louis de Mont d'Or », dans Adolphe Robert et Gaston Cougny, Dictionnaire des parlementaires français, Edgar Bourloton, 1889-1891 [détail de l’édition]